# Associazione Sportiva Roma 1947-1948
Questa voce raccoglie le informazioni riguardanti l'Associazione Sportiva Roma nelle competizioni ufficiali della stagione 1947-1948.

## Stagione
Durante la stagione sulla panchina giallorossa siede il tecnico ungherese Imre Senkey, che pretende a tutti i costi l'acquisto dell'asso suo conterraneo Gyula Zsengellér, centrocampista di grande peso ribattezzato dai tifosi "er professore", poiché uomo colto e pieno di interessi intellettuali, che costa alla Roma la cifra record per l'epoca di 14 milioni: decisamente spropositata per un trentunenne. Il nuovo acquisto garantisce un maggior peso specifico alla manovra di gioco, ma i risultati non arrivano a causa di un infortunio subito da Amadei durante un derby e per colpa degli altri giocatori acquistati dall'Argentina che non riescono a dimostrarsi all'altezza della situazione. Alla 26ª la panchina salta e al posto del tecnico ungherese viene messo uno dei veterani della squadra, Luigi Brunella, con il doppio ruolo di allenatore e giocatore. Alla fine della stagione la squadra si classifica diciassettesima, sull'orlo della retrocessione. La partita decisiva per la salvezza dei giallorossi è la sfida alla penultima giornata con la Salernitana, decisa da un gol di Brunella.

## Divise
La divisa primaria è costituita da maglia rossa con collo a V giallo, pantaloncini bianchi, calze rosse bordate di giallo; in trasferta viene usata una maglia bianca con colletto a polo, pantaloncini neri e calzettoni rossi bordati di giallo. Viene usata in alcune occasioni un'altra divisa nelle trasferte, costituita da maglia grigia con colletto rosso e banda rossa orizzontale con pantaloncini neri e calze a strisce orizzontali gialle e rosse. I portieri hanno una divisa costituita da maglia grigia con colletto a polo, pantaloncini neri e calzettoni rossi bordati di giallo.
| Casa | Trasferta | Portiere |

## Organigramma societario
Di seguito l'organigramma societario.
Area direttiva
- Presidente: Pietro Baldassarre

Area tecnica
- Allenatore: Imre Senkey, poi dalla 27ª Luigi Brunella

## Rosa
Di seguito la rosa.
| N. |                   | Ruolo | Calciatore          |
| -- | ----------------- | ----- | ------------------- |
|    | Italia (bandiera) | P     | Cesare Francalancia |
|    | Italia (bandiera) | P     | Fosco Risorti       |
|    | Italia (bandiera) | P     | Pietro Benedetti    |
|    | Italia (bandiera) | D     | Sergio Andreoli     |
|    | Italia (bandiera) | D     | Luigi Brunella      |
|    | Italia (bandiera) | D     | Corrado Contin      |
|    | Italia (bandiera) | D     | Onofrio Fusco       |
|    | Italia (bandiera) | D     | Sandro Puppo        |
|    | Italia (bandiera) | D     | Aldo Riva           |
|    | Italia (bandiera) | D     | Enrico Schiavetti   |
|    | Italia (bandiera) | C     | Aldo Curti          |

| N. |                      | Ruolo | Calciatore                |
| -- | -------------------- | ----- | ------------------------- |
|    | Italia (bandiera)    | C     | Gianfranco Dell'Innocenti |
|    | Argentina (bandiera) | C     | Vicente Di Paola          |
|    | Italia (bandiera)    | C     | Paolo Jacobini            |
|    | Argentina (bandiera) | C     | Osvaldo Peretti           |
|    | Argentina (bandiera) | C     | José Valle                |
|    | Ungheria (bandiera)  | C     | Gyula Zsengellér          |
|    | Italia (bandiera)    | A     | Amedeo Amadei (capitano)  |
|    | Italia (bandiera)    | A     | Stefano Ferrari           |
|    | Italia (bandiera)    | A     | Omero Losi                |
|    | Argentina (bandiera) | A     | Bruno Pesaola             |
|    | Italia (bandiera)    | A     | Oliviero Zega             |

## Calciomercato
Di seguito il calciomercato.
| Acquisti | Acquisti                  | Acquisti             | Acquisti                  |
| R.       | Nome                      | da                   | Modalità                  |
| -------- | ------------------------- | -------------------- | ------------------------- |
| D        | Onofrio Fusco             | Bari                 | definitivo                |
| D        | Sandro Puppo              | Venezia              | definitivo                |
| D        | Aldo Riva                 | Montevarchi          | definitivo                |
| C        | Aldo Curti                | Montevarchi          | definitivo                |
| C        | Gianfranco Dell'Innocenti | Albatrastevere       | definitivo                |
| C        | Osvaldo Peretti           | Argentino de Mendoza | definitivo                |
| C        | José Valle                | Temperley            | definitivo                |
| C        | Gyula Zsengellér          | Újpest               | definitivo (14 milioni £) |
| A        | Bruno Pesaola             | Dock Sud             | definitivo                |
| A        | Oliviero Zega             | Salernitana          | definitivo                |

| Cessioni | Cessioni            | Cessioni | Cessioni                  |
| R.       | Nome                | a        | Modalità                  |
| -------- | ------------------- | -------- | ------------------------- |
| D        | Gregorio Esperón    | -        | svincolato                |
| D        | Claudio Matteini    | Ternana  | definitivo                |
| C        | Alfredo Bordonali   | -        | svincolato                |
| C        | Alfredo Ciucci      | ?        | svincolato                |
| C        | Naim Krieziu        | Napoli   | definitivo (18 milioni £) |
| C        | Ruggero Salar       | Lucchese | definitivo                |
| A        | Antonio Fusco       | -        | svincolato                |
| A        | Miguel Ángel Pantó  | -        | fine carriera             |
| A        | Umberto Renica      | Como     | definitivo                |
| A        | Goffredo Stabellini | Parma    | prestito                  |

## Risultati

### Serie A

#### Girone di andata
| Arbitro: | Canavesio (Torino) |

|                |           |  |
| Bortoletto 90’ | Marcatori |  |

| Arbitro: | Marchetti (Milano) |

|            |           |  |
| Amadei 16’ | Marcatori |  |

| Arbitro: | Bellè (Venezia) |

|                             |           |            |
| Orlando 31’ Tontodonati 47’ | Marcatori | 66’ Amadei |

| Arbitro: | Bernardi (Bologna) |

|            |           |                                                                    |
| Amadei 34’ | Marcatori | 60’, 63’, 74’ Mazzola 61’ Castigliano 81’, 86’ Fabian 82’ Ferraris |

| Arbitro: | Valsecchi (Milano) |

|                        |           |                         |
| Cappello 18’ Taiti 84’ | Marcatori | 49’ Peretti 69’ Pesaola |

| Arbitro: | Silvano (Torino) |

|                                 |           |          |
| Amadei 3’, 62’ Ferrari 56’, 68’ | Marcatori | 90’ Mari |

| Arbitro: | Pizzato (Mestre) |

|                |           |             |
| Zsengellér 79’ | Marcatori | 40’ Turconi |

| Arbitro: | Bellè (Venezia) |

|  |           |            |
|  | Marcatori | 14’ Amadei |

| Arbitro: | Zelocchi (Modena) |

|                    |           |                                               |
| Dell'Innocenti 50’ | Marcatori | 41’, 85’ Degano 60’ Puricelli 62’ Carapellese |

| Arbitro: | Camiolo (Milano) |

|             |           |             |
| Campana 88’ | Marcatori | 4’ Jacobini |

| Arbitro: | Carpani (Milano) |

|                  |           |  |
| Ferrari 15’, 29’ | Marcatori |  |

| Arbitro: | Bernardi (Bologna) |

|             |           |                  |
| Verrina 56’ | Marcatori | 48’, 89’ Pesaola |

| Arbitro: | Zelocchi (Modena) |

|                          |           |                            |
| Pesaola 12’ Di Paola 62’ | Marcatori | 9’, 36’ Boniperti 77’ Rava |

| Arbitro: | Pera (Firenze) |

|                              |           |  |
| Stradella 25’, 40’, 52’, 89’ | Marcatori |  |

| Arbitro: | Silvano (Torino) |

|                            |           |                                   |
| Cattani 5’ Dalla Torre 13’ | Marcatori | 20’, 25’, 43’ Pesaola 65’ Ferrari |

| Arbitro: | Galeati (Bologna) |

|                          |           |                                   |
| Di Paola 12’ Ferrari 30’ | Marcatori | 24’ Fiumi 67’ Fattori 84’ Lorenzi |

| Arbitro: | Cambi (Livorno) |

|                         |           |  |
| Ispiro 18’ Tosolini 38’ | Marcatori |  |

| Arbitro: | Marchetti (Milano) |

|                                     |           |                             |
| Zsengellér 13’, 43’ Amadei 49’, 70’ | Marcatori | 33’ Miniati 55’ Clocchiatti |

| Arbitro: | Canavesio (Torino) |

|  |           |             |
|  | Marcatori | 74’ Pesaola |

| Roma 8 febbraio 1948, ore 15:00 21ª giornata | Roma              | 0 – 0 referto | Modena | Stadio Nazionale (20.000 circa spett.)\| Arbitro: \| Bertolio (Torino) \| |
| Arbitro:                                     | Bertolio (Torino) |               |        |                                                                           |

#### Girone di ritorno
| Arbitro: | Silvano (Torino) |

|  |           |             |
|  | Marcatori | 71’ Galassi |

| Arbitro: | Tassini (Verona) |

|                      |           |                   |
| Tieghi 26’ Dante 41’ | Marcatori | 22’ (rig.) Amadei |

| Roma 29 febbraio 1948, ore 15:30 24ª giornata | Roma             | 0 – 0 referto | Bari | Stadio Nazionale (18.000 circa spett.)\| Arbitro: \| Codeluppi (Lodi) \| |
| Arbitro:                                      | Codeluppi (Lodi) |               |      |                                                                          |

| Arbitro: | Poggipollini (Ferrara) |

|                                            |           |              |
| Loik 20’ Martelli 63’ Ossola 70’ Menti 86’ | Marcatori | 10’ Di Paola |

| Arbitro: | Coppolone (Bari) |

|  |           |                      |
|  | Marcatori | 80’ Taiti 87’ Gritti |

| Arbitro: | Bernardi (Bologna) |

|               |           |            |
| Cominelli 49’ | Marcatori | 75’ Amadei |

| Arbitro: | Silvano (Torino) |

|                          |           |                     |
| Candiani 10’, 52’ (rig.) | Marcatori | 34’ Amadei 80’ Losi |

| Arbitro: | Bertolio (Torino) |

|  |           |                            |
|  | Marcatori | 46’ Cecconi 52’ De Andreis |

| Arbitro: | Bellè (Venezia) |

|                             |           |                        |
| Annovazzi 38’ Puricelli 76’ | Marcatori | 19’ Amadei 45’ Pesaola |

| Arbitro: | Marchetti (Milano) |

|                         |           |  |
| Andreoli 9’ Campana 40’ | Marcatori |  |

| Arbitro: | Camiolo (Milano) |

|                           |           |            |
| Bassetto 3’ Carissimi 76’ | Marcatori | 56’ Amadei |

| Arbitro: | Bernardi (Bologna) |

|            |           |  |
| Amadei 56’ | Marcatori |  |

| Arbitro: | Tassini (Verona) |

|                                |           |  |
| Cergoli 66’ Boniperti 73’, 78’ | Marcatori |  |

| Arbitro: | Zilli (Reggio Emilia) |

|                                        |           |            |
| Zsengellér 66’, 75’ Valle 74’ Losi 85’ | Marcatori | 1’ Frugali |

| Arbitro: | Savio (Torino) |

|                            |           |  |
| Amadei 3’, 56’ 77’ Pesaola | Marcatori |  |

| Arbitro: | Silvano (Torino) |

|                                 |           |                 |
| Neri 9’ Simatoc 17’ Achilli 75’ | Marcatori | 28’, 67’ Amadei |

| Arbitro: | Canavesio (Torino) |

|          |           |                                        |
| Losi 27’ | Marcatori | Ispiro 20’ Contin 23’ (aut.) Begni 77’ |

| Arbitro: | Bellè (Venezia) |

|               |           |                        |
| Conti 7’, 72’ | Marcatori | 47’ Pesaola 50’ Amadei |

| Arbitro: | Pera (Firenze) |

|              |           |  |
| Brunella 50’ | Marcatori |  |

| Arbitro: | Bertolio (Torino) |

|                                       |           |  |
| Bertoni 42’ Fabbri 56’ Malinverni 62’ | Marcatori |  |

## Statistiche

### Statistiche di squadra
Di seguito le statistiche di squadra.
| Competizione | Punti | In casa | In casa | In casa | In casa | In casa | In casa | In trasferta | In trasferta | In trasferta | In trasferta | In trasferta | In trasferta | Totale | Totale | Totale | Totale | Totale | Totale | DR  |
| Competizione | Punti | G       | V       | N       | P       | Gf      | Gs      | G            | V            | N            | P            | Gf           | Gs           | G      | V      | N      | P      | Gf     | Gs     | DR  |
| ------------ | ----- | ------- | ------- | ------- | ------- | ------- | ------- | ------------ | ------------ | ------------ | ------------ | ------------ | ------------ | ------ | ------ | ------ | ------ | ------ | ------ | --- |
| Serie A      | 35    | 20      | 9       | 3       | 8       | 30      | 30      | 20           | 4            | 6            | 10           | 24           | 40           | 40     | 13     | 9      | 18     | 54     | 70     | -17 |
| Totale       | -     | 20      | 9       | 3       | 8       | 30      | 30      | 20           | 4            | 6            | 10           | 24           | 40           | 40     | 13     | 9      | 18     | 54     | 70     | -17 |

### Andamento in campionato
| Giornata  | 1  | 2 | 3  | 4  | 5  | 6  | 7  | 8  | 9  | 10 | 11 | 12 | 13 | 14 | 15 | 16 | 17 | 18 | 19 | 20 | 21 | 22 | 23 | 24 | 25 | 26 | 27 | 28 | 29 | 30 | 31 | 32 | 33 | 34 | 35 | 36 | 37 | 38 | 39 | 40 | 41 | 42 |
| --------- | -- | - | -- | -- | -- | -- | -- | -- | -- | -- | -- | -- | -- | -- | -- | -- | -- | -- | -- | -- | -- | -- | -- | -- | -- | -- | -- | -- | -- | -- | -- | -- | -- | -- | -- | -- | -- | -- | -- | -- | -- | -- |
| Luogo     | T  | C | T  | C  | T  | -  | C  | C  | T  | C  | T  | C  | T  | C  | T  | T  | C  | T  | C  | T  | C  | C  | T  | C  | T  | C  | -  | T  | T  | C  | T  | C  | T  | C  | T  | C  | C  | T  | C  | T  | C  | T  |
| Risultato | P  | V | P  | P  | N  | -  | V  | N  | V  | P  | N  | V  | V  | P  | P  | V  | P  | P  | V  | V  | N  | P  | P  | N  | P  | P  | -  | N  | N  | P  | N  | V  | P  | V  | P  | V  | V  | P  | P  | N  | V  | P  |
| Posizione | 14 | 6 | 12 | 16 | 16 | 18 | 17 | 16 | 12 | 14 | 13 | 9  | 7  | 9  | 14 | 10 | 12 | 14 | 11 | 10 | 9  | 11 | 12 | 12 | 13 | 15 | 17 | 15 | 14 | 14 | 15 | 14 | 15 | 15 | 16 | 14 | 13 | 14 | 15 | 15 | 13 | 17 |

Legenda:

Luogo: C = Casa; T = Trasferta. Risultato: V = Vittoria; N = Pareggio; P = Sconfitta.

### Statistiche dei giocatori
Desunte dalle testate giornalistiche dell'epoca.
| Giocatore         | Serie A  | Serie A |
| Giocatore         | Presenze | Reti    |
| ----------------- | -------- | ------- |
| P. Benedetti      | 0        | -0      |
| C. Francalancia   | 1        | -2      |
| F. Risorti        | 39       | -68     |
| S. Andreoli       | 35       | 1       |
| L. Brunella       | 12       | 1       |
| C. Contin         | 34       | 0       |
| O. Fusco          | 26       | 0       |
| S. Puppo          | 14       | 0       |
| A. Riva           | 10       | 0       |
| E. Schiavetti     | 15       | 0       |
| A. Curti          | 1        | 0       |
| G. Dell'Innocenti | 22       | 1       |
| V. Di Paola       | 32       | 3       |
| P. Jacobini       | 20       | 1       |
| O. Peretti        | 7        | 1       |
| J. Valle          | 26       | 1       |
| G. Zsengellér     | 28       | 5       |
| A. Amadei         | 35       | 19      |
| S. Ferrari        | 27       | 6       |
| O. Losi           | 17       | 3       |
| B. Pesaola        | 38       | 11      |
| O. Zega           | 1        | 0       |

### Videografia
- Manuela Romano (a cura di), La storia della A.S. Roma (10 DVD-Video), Corriere dello Sport, Rai Trade, 2006.